# HC Bozen
Der HC Bozen (ital.: HC Bolzano) ist ein italienischer Eishockeyverein aus Bozen in Südtirol, der in der österreichischen ICE Hockey League spielt.
Der Verein ist 19-facher italienischer Meister und damit auch italienischer Rekordmeister, zudem konnte der Klub dreimal die Coppa Italia, den Pokalwettbewerb der italienischen Liga, gewinnen. Ebenso gewann der HC Bozen drei Mal die Supercoppa Italiana. Zu den größten internationalen Erfolgen gehören der Gewinn der Alpenliga in der Saison 1993/1994 und des Sechs-Nationen-Turniers, auch Europäischer Ligacup genannt, im Jahr 1994.
Seine Heimspiele trägt der HC Bozen in der 7.200 Zuschauer fassenden Mehrzweckhalle „Sparkasse Arena“ (früher Eiswelle, ital. Palaonda) aus, auch der Frauen-Eishockeyverein EV Bozen Eagles Südtirol ist hier zu Hause.

## Geschichte
Der HC Bozen wurde im Jahr 1933 gegründet und trug in den ersten zwanzig Jahren seine Heimspiele auf einer Natureisbahn in der Nähe des Bozner Bahnhofes aus. Erst 1953 übersiedelte der Club in die Bozner Messehalle, womit erstmals Kunsteis zur Verfügung stand. Elf der insgesamt neunzehn italienischen Meistertitel wurden dort gewonnen, ehe die Mannschaft 1994 die für die Eishockey-Weltmeisterschaft der Gruppe A neu errichtete Eiswelle bezog. Zur selben Zeit nahm die Mannschaft auch an der Alpenliga teil, einem internationalen Eishockeywettbewerb, an dem auch Mannschaften aus Slowenien und Österreich beteiligt waren. Neben einem Meister- und drei Vizemeistertiteln in diesem Bewerb konnte die Mannschaft auch sieben weitere italienische Titel gewinnen, den letzten davon im Jahr 2012. Dazu kam der dreimalige Gewinn der Coppa Italia, des Pokalwettbewerbs der italienischen Liga. Weitere Erfolge waren drei Gewinne der Supercoppa Italiana und des Sechs-Nationen-Turniers, auch Europäischer Ligacup genannt, im Jahr 1994.
Im Jahr 2013 bewarb sich der HC Bozen um die Aufnahme in die österreichische Erste Bank Eishockey Liga (EBEL), nachdem frühere Anträge ein ums andere Mal am Widerstand des italienischen Eishockeyverbandes gescheitert waren. Die chaotischen Verhältnisse im italienischen Eishockey ebneten dem Club jedoch den Weg zu einer Teilnahme, da kurz zuvor ein Großteil der Clubs aus der zweiten Spielklasse zur Teilnahme an der ebenfalls supranationalen Inter-National-League freigegeben worden war.
Für die Teilnahme an der EBEL wurde unter der Führung von Sportdirektor Dieter Knoll und Cheftrainer Tom Pokel ein völlig neues Team zusammengestellt, um in der gegenüber der italienischen Liga stärkeren EBEL konkurrenzfähig zu sein. Bei der Kaderplanung wurden auch einige sogenannte Italo-Kanadier berücksichtigt, also kanadische Spieler mit italienischen Wurzeln. In der EBEL trat der HC Bozen in seiner ersten Saison als HCB Südtirol auf. Bozen schaffte es erst im letzten Augenblick, einen Kader aufs Eis zu bringen. Das Budget der Weißroten war ein Viertel oder gar ein Fünftel von jenem der österreichischen Spitzenklubs. Allgemein wurde damit gerechnet, dass der HCB Südtirol abgeschlagen in der unteren Tabellenhälfte landen würde. Doch dann sicherte sich die Mannschaft gleich im ersten Jahr sensationell den Meistertitel (Sieg in der Overtime im entscheidenden fünften Match in Salzburg). Damit gewann zum ersten Mal ein Team, das nicht in Österreich beheimatet ist, die Meisterschaft. Auch in den folgenden vier Spielsaisonen erreichte der HCB Südtirol immer wenigstens das Viertelfinale. In der Spielzeit 2017/18 konnte dann sogar der zweite Titel eingefahren werden, nachdem man in der Regular Season lange Zeit am letzten Platz gestanden und sich erst im letzten Spiel der Zwischenrunde für die Playoffs qualifiziert hatte. Meister dieses Erfolges waren der Finne Kai Suikkanen, der ab Dezember das Traineramt übernahm, und sein Landsmann Pekka Tuokkola, der ebenfalls in der laufenden Saison zu den Füchsen wechselte, um deren Tor zu hüten.
Die Zuschauerzahlen in der heimischen Sparkasse Arena stiegen konstant an; zuletzt lag der Schnitt in der regular season über 3.000 - für italienische Verhältnisse ein mehr als beachtliches Ergebnis.
Hauptsponsor des Clubs war über viele Jahre die Supermarkt-Kette Interspar und die Brauerei Forst, seit der Saison 2015/2016 ist die Alperia AG neuer Hauptsponsor.
i
Neben der Kampfmannschaft betreibt der Club auch diverse Nachwuchsteams. Entgegen der in der EBEL geltenden Regelungen nimmt jedoch keine Mannschaft an der Erste Bank Young Stars League und der Erste Bank Juniors League teil.

## Mannschaft

### Farmteamregelung
Bis August 2010 war der HC Eppan Pirates aus der italienischen Serie A2 das Farmteam des HC Bozen, ehe der HC Eppan die Kooperation beendete. Am 22. September des gleichen Jahres wurde die Zusammenarbeit mit dem HC Eppan erneut gestartet.

### Bekannte ehemalige Spieler

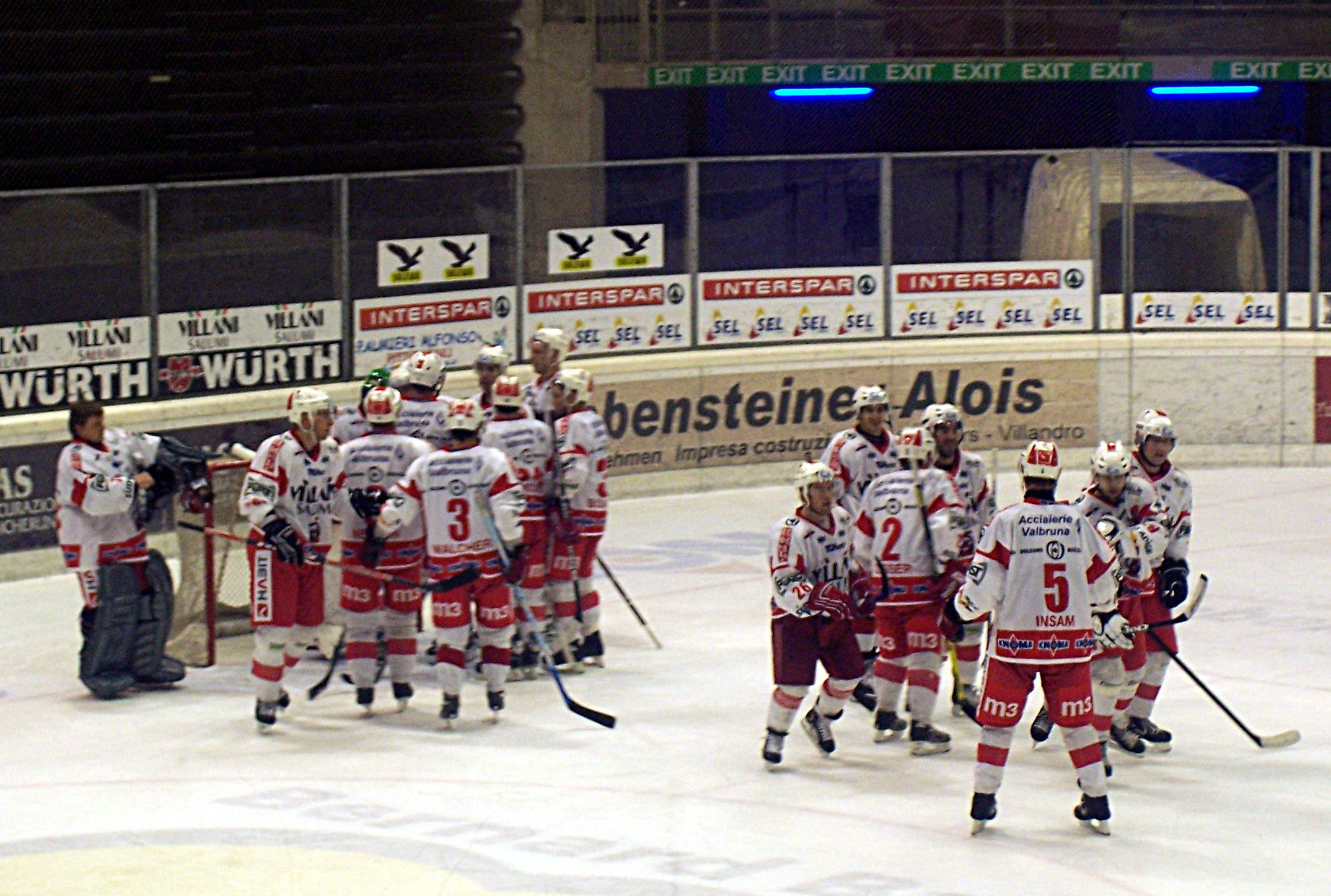
Im Spiel gegen den SV Ritten, 30. Dezember 2006

| - Kent Nilsson - Mark Pavelich - Sylvain Turgeon - Scott Young - Daniel Marois - Mike Rosati - Jason Muzzatti - Jaromír Jágr | - Deron Quint - Éric Bélanger - Jamie Lundmark - Bruno Zarrillo - Sergei Wostrikow - Gaetano Orlando - Martin Pavlu - Robert Oberrauch - Niklas Hjalmarsson |

## Trainer
Quellen: sonice.it; bhsa.it 
| Zeit      | Trainer                                                  |
| --------- | -------------------------------------------------------- |
| 1948–1950 | Sandor Ott                                               |
| 1953/54   | Milan Matouš                                             |
| 1962–1965 | Carmine Tucci                                            |
| 1967–1969 | Alois Cetkovský                                          |
| 1969–1972 | Bohuslav Rejda                                           |
| 1972–1974 | Gino Camin, Gérard Morin                                 |
| 1974/75   | Sandy Archer                                             |
| 1975/76   | Jack Holmes                                              |
| 1976–1979 | Gösta Johansson                                          |
| 1979–1981 | Jack Holmes                                              |
| 1981–1983 | Jaroslav Pavlu                                           |
| 1983/84   | Anton Waldmann                                           |
| 1984–1989 | Ron Chipperfield                                         |
| 1989–1991 | Rudi Hiti                                                |
| 1991      | Bernie Johnston                                          |
| 1991–1994 | Ron Ivany                                                |
| 1994–1996 | Bob Manno                                                |
| 1996/97   | Adolf Insam                                              |
| 1997/98   | Roberto Varotto, Czesław Panek                           |
| 1998/99   | Kent Johansson                                           |
| 1999/2000 | Bernd Haake                                              |
| 2000/01   | Czesław Panek                                            |
| 2001/02   | Tom Coolen, Robert Oberrauch                             |
| 2002/03   | Ron Kennedy                                              |
| 2003/04   | Michail Wassiljew                                        |
| 2004/05   | Riccardo Fuhrer, Bruno Zarrillo                          |
| 2005/06   | Johan Strömwall                                          |
| 2006/07   | John Sletvoll, Stefan Mair Doug McKay, Morgan Samuelsson |
| 2007/08   | Jari Helle, Jamie Dumont, Doug McKay                     |
| 2008/09   | Jari Helle                                               |
| 2009/10   | Jamie Bartman, Jari Helle                                |
| 2010–2012 | Adolf Insam                                              |
| 2012/13   | Brian McCutcheon                                         |
| 2013/14   | Tom Pokel                                                |
| 2014/15   | Mario Simioni, Don MacAdam                               |
| 2015–2017 | Tom Pokel                                                |
| 2017      | Pat Curcio                                               |
| 2017–2019 | Kai Suikkanen                                            |
| 2019–2020 | Clayton Beddoes                                          |
| 2020/21   | Greg Ireland                                             |
| 2021      | Doug Mason                                               |
| 2021–2022 | Greg Ireland                                             |
| 2022–2023 | Glen Hanlon                                              |
| 2023      | Niklas Sundblad                                          |
| 2023–2025 | Glen Hanlon                                              |
| seit 2025 | Kurt Kleinendorst                                        |

## Saisonbilanz in der Erste Bank Eishockey Liga
Die folgende Tabelle gibt die Bilanz des Clubs für dessen Spielzeiten in der Erste Bank Eishockey Liga wieder. Berücksichtigt wurden alle Vorrunden- und Zwischenrunden Spiele exklusive der Bonuspunkte.
| Saison  | SP  | S   | N   | SNV/P | NNV/P | T   | GT  | TVH | Punkte | Rang | Playoffs |
| ------- | --- | --- | --- | ----- | ----- | --- | --- | --- | ------ | ---- | --- |
| 2013/14 | 54  | 31  | 15  |       | 8     | 162 | 148 | +14 | 70     | 2    | Viertelfinal-Sieg gegen Fehérvár AV19 (4:0) Halbfinal-Sieg gegen den EC VSV (3:1) Final-Sieg gegen den EC Red Bull Salzburg (3:2)       |
| 2014/15 | 54  | 28  | 23  |       | 3     | 156 | 147 | +9  | 59     | 7    | Viertelfinal-Out gegen den EHC Linz (3:4)                                                                                               |
| 2015/16 | 54  | 24  | 19  | 6     | 5     | 158 | 143 | +15 | 89 1   | 4    | Viertelfinal-Out gegen den EHC Linz (2:4)                                                                                               |
| 2016/17 | 54  | 24  | 21  | 3     | 6     | 165 | 168 | −3  | 85 1   | 6    | Viertelfinal-Sieg gegen den EHC Linz (4:1) Halbfinal-Out gegen die Vienna Capitals (0:4)                                                |
| 2017/18 | 54  | 20  | 23  | 6     | 5     | 155 | 141 | +14 | 79 1   | 8    | Viertelfinal-Sieg gegen den EC-KAC (4:2) Halbfinal-Sieg gegen die Vienna Capitals (4:1) Final-Sieg gegen den EC Red Bull Salzburg (4:3) |
| Summe   | 270 | 127 | 101 | 15    | 27    | 796 | 747 | +49 | 382    |      | |

## Spielstätte
Heimstätte des Clubs ist die 1994 in der Bozner Industriezone erbaute Mehrzweckhalle namens Sparkasse Arena (früher Eiswelle, ital. Palaonda). Sie fasst insgesamt 7.200 Zuschauer. Neben dem HC Bozen ist auch der Frauen-Eishockeyclub HC Eagles Bozen dort zu Hause.
Für die Teilnahme an der EBEL wurden dem HC Bozen diverse Auflagen übergeben, die eine geringfügige Modernisierung (Lichtverhältnisse für TV-Übertragungen u. Ä.) notwendig machten.